# Cold Atom Laboratory
Cold Atom Laboratory (CAL) est un instrument expérimental dont le lancement vers la Station spatiale Internationale (ISS) initialement prévu en juin 2017 a été effectué le 21 mai 2018.

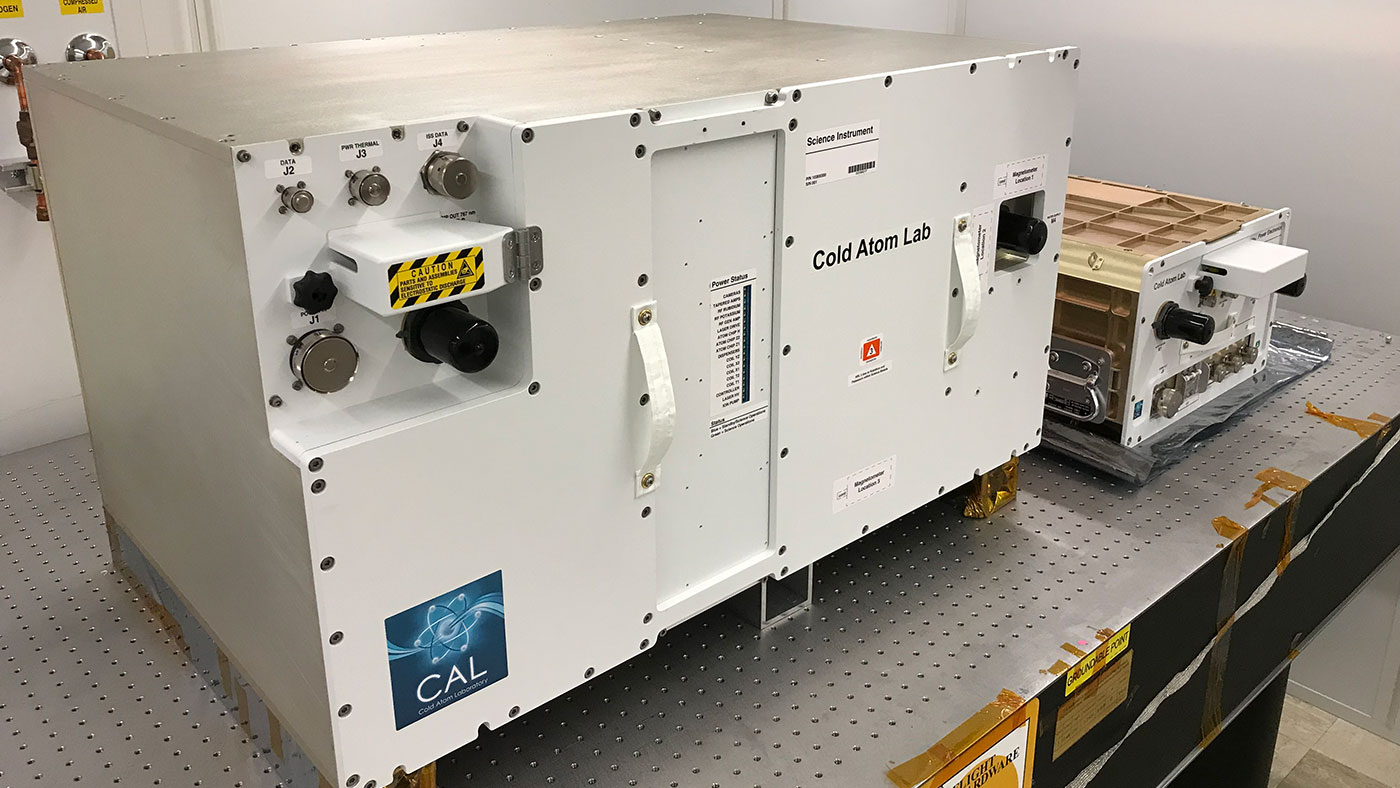
en.

Chargement du en dans un vaisseau Cygnus.

Cet instrument créera des conditions de froid extrême en microgravité par sa situation dans l'ISS, conduisant à la formation de condensats de Bose-Einstein d'un ordre de grandeur plus froids que ceux qui sont créés dans des laboratoires terrestres. Dans un laboratoire spatial, jusqu'à 20 secondes de temps d'interaction et des températures d'1 picokelvin sont réalisables.
Initialement, la durée de la mission est fixée à 12 mois.